# Jakobea
Jakobea é um clado de microorganismos heterotróficos flagelados, geralmente considerado no nível taxonómico de classe ou de filo, pertencentes ao supergrupo Excavata. Os membros do agrupamento são pequenos eucariotas de vida livre (menos de 15 μm) encontrados em ambientes aeróbicos e anaeróbicos. Estão validamente descritas pelo menos 22 espécies.

## Descrição
A ordem Jakobida, que se acredita ser monofilética, consiste em apenas 20-22 espécies, tendo sido classificada como um grupo em 1993. Existem ainda algumas incertezas sobre os genomas mitocondriais dos jakobídeos, que são extraordinariamente grandes e semelhantes a bactérias, evidência de que os jakobídeos podem ser importantes para a história evolutiva dos eucariotas.
Evidências obtidas com recurso às tecnicas da filogenética molecular sugerem fortemente que os jakobídeos estão fortemente relacionados com Heterolobosea (Percolozoa) e Euglenozoa do que com qualquer outro agrupamento taxonómico.

### Morfologia
Os jakobídeos apresentam dois flagelos, inseridos na extremidade anterior da célula, e, como outros membros do agrupamento Excavata, têm um sulco de alimentação ventral associado a um citoesqueleto de suporte. O flagelo posterior possui uma palheta dorsal e está alinhado dentro do sulco ventral, onde gera uma corrente que a célula utiliza para a ingestão de alimentos.
O núcleo está geralmente na parte anterior da célula e possui um nucléolo. A maioria dos jakobídeos conhecidos tem uma mitocôndria, novamente localizada anteriormente, que em diferentes géneros pode ter cristas achatadas, tubulares ou ausentes. Os vacúolos alimentares estão localizados principalmente na parte posterior da célula e, na maioria dos jacobídeos, o retículo endoplasmático está distribuído por toda a célula.
Os Histionidae, que são organismos sésseis e loricados, e ocasionalmente os nadadores livres da espécie Jakoba libera (Jakobidae), apresentam extrussomas sob a membrana dorsal, organelos que teoricamente são estruturas defensivas.

### DNA mitocondrial
Como os Jokobea não têm uso económico conhecido, a maioria da investigação sobre o grupo esteve concentrada sobre o seu significado evolutivo. O DNA mitocondrial dos jakobídeos é o mais parecido com uma bactéria de todos os DNA mitocondriais eucarióticos conhecidos, sugerindo que os genomas mitocondriais dos jakobídeos podem estar próximos do genoma mitocondrial ancestral.
O DNA mitocondrial de Jakobea é substancialmente diferente da maioria dos outros eucariotas, especialmente em termos de número de genes (quase 100 em algumas espécies) e na presença de elementos semelhantes a  genes de bactérias nos seus genomas. Nove dos genes nunca foram encontrados no DNA mitocondrial eucariótico. Excepcionalmente, os genomas mitocondriais dos jakobídeos codificam para o tipo bacteriano da RNA polimerase, em oposição ao típico  RNA polimerase eucariótico mitocondrial, referido como “tipo fago”, que parece ser de origem viral.
Essas características não significam necessariamente que os jakobídeos são basais para a filogenia dos eucariotos. Enquanto as mitocôndrias dos jakobídeos têm características genéticas que parecem terem sido desenvolvidas a partir de bactérias, e aparentemente não possuem RNA do tipo fago, é possível que outros clados eucarióticos tenham independentemente perdido as características bacterianas.
Foram propostas várias possibilidades para explicar as características bacterianas do DNA mitocondrial deste grupo. Uma delas é que os jakobídeos divergiram muito cedo do resto dos eucariotas. Essa hipótese depende de se comprovar que os jakobídeos são realmente basais para todos os eucariotas vivos, mas ainda não há evidências para apoiar essa sugestão.
Outra hipótese é que a RNA polimerase do tipo fago passou de um grupo de eucariotas para outro via transferência lateral de genes, substituindo a enzima do tipo bacteriano, e simplesmente não atingiu os jakobídeos. Isso não dependeria de os jakobídeos serem basais para os eucariotas como um todo, mas a questão não foi amplamente estudada e permenece incerta.
Uma terceira possibilidade é o inverso das outras, sugerindo que a RNA polimerase do tipo fago é a basal. Nesse cenário, os jakobídeos adquiriram a RNA polimerase do tipo bacteriano muito mais recentemente e que então se espalharam por transferência lateral de genes. No entanto, o arranjo génico do DNA mitocondrial dos jakobídeos sugere uma origem ancestral da polimerase de RNA do tipo bacteriano como uma divergência mais recente.
Um dos cenários propostos sugere que o ancestral comum dos eucariotas tinha duas polimerases de RNA mitocondrial, tanto do tipo fago quanto do tipo bactéria, e os jakobídeos perderam a polimerase do tipo fago, enquanto o restante dos eucariotas perdeu o tipo de bactéria, possivelmente várias vezes. Tal modelo elimina a necessidade de os jakobídeos serem verdadeiramente basais. Um estudo propôs que as polimerases do tipo fago e do tipo bactéria, quando presentes na mesma mitocôndria, desempenhavam funções diferentes, da mesma forma que os organelos das plantas terrestres têm duas enzimas RNA polimerase diferentes que transcrevem genes diferentes.

## Ecologia
Os jakobídeos têm uma ampla distribuição natural, tendo sido encontrados no solo, água doce e em diversos habitats marinhos, mas geralmente não são comuns. Contudo, estudos de DNA ambiental  sugerem que os Stygiellidae são abundantes em habitats marinhos anóxicos.
Alguns membros deste agrupamento são capazes de sobreviver em ambientes hipersalinos e anóxicos, embora os histionídeos tenham sido encontrados apenas em ecossistemas de água doce, onde se ligam a algas ou zooplâncton. Fora das espécies sésseis obrigatórias, muitas espécies de jakobídeos podem-se fixar temporariamente sobre superfícies, usando um dos dois flagelos ou o próprio corpo celular.
Todos os jakobídeos conhecidos são organimsos heterotróficos que vivem como alimentadores de suspensão. Acredita-se que as suas presas primárias sejam bactérias, embora uma espécie tenha sido observada ingerindo células eucarióticas extremamente pequenas (< 1 µm). Os jakobídeos são geralmente nadadores lentos, com baixas taxas de depuração em relação a organismos semelhantes. Nenhum estudo sugeriu que os jakobídeos possam ser patogénicos ou tóxicos para humanos e para a macrofauna.

## Taxonomia
Jakobídeos são um grupo monofilético e estão filegeneticamente mais intimamente relacionados com os Euglenozoa e Heterolobosea. Na sua presente circunscrição taxonómica, o agrupamento Jakobida contém cinco famílias que consistem principalmente em géneros de natação livre: Jakobidae, Moramonadidae, Andaluciidae e Stygiellidae. A sexta família, Histionidae, é amplamente dominada por géneros sésseis loricados e inclui os primeiros jacobídeos que foram descritos.  Uma possível taxonomia e cladograma para o grupo são os seguintes:
- Classe Jakobea Cavalier-Smith 1999
  - Ordem Jakobida Cavalier-Smith 1993
    - Subordem Ophirinina Yabuki et al. 2018
      - Família Ophirinidae Yabuki et al. 2018
        - Género Ophirina Yabuki et al. 2018
          - Espécie Ophirina amphinema Yabuki et al. 2018

    - Subordem Andaluciina Cavalier-Smith 2013
      - Família Andaluciidae Cavalier-Smith 2013
        - Género Andalucia Lara et al. 2006
          - Espécie Andalucia godoyi Lara et al. 2006

      - Família Stygiellidae Pánek, Táborský & Čepička 2015[13]
        - Género Velundella Pánek, Táborský & Čepička 2015
          - Espécie  V. nauta Pánek, Táborský & Čepička 2015
          - Espécie  V. trypanoides Pánek, Táborský & Čepička 2015

        - Género Stygiella Pánek, Táborský & Čepička 2015 non Bruand 1853
          - Espécie  S. incarcerata (Bernard, Simpson & Patterson 2000) Pánek, Táborský & Čepička 2015 [Jakoba incarcerata Bernard, Simpson & Patterson 2000; Andalucia incarcerata (Bernard, Simpson & Patterson 2000) Lara et al. 2006]
          - Espécie  S. agilis Pánek, Táborský & Čepička 2015
          - Espécie  S. cryptica Pánek, Táborský & Čepička 2015
          - Espécie  S. adhaerens Pánek, Táborský & Čepička 2015

    - Subordem Histonina Cavalier-Smith 1993
      - Espécie ?Jakoba echidna O'Kelly 1991
      - Família Moramonadidae Strassert et al. 2016
        - Género Moramonas Strassert et al. 2016
          - Espécie Moramonas marocensis Strassert et al. 2016

        - Género Seculamonas Marx et al. 2003 nomen nudum
          - Espécie Seculamonas ecuadoriensis Marx et al. 2003 nomen nudum

      - Família Jakobidae Patterson 1990
        - Género Jakoba Patterson 1990
          - Espécie Jakoba bahamiensis Burger & Lang (indeitum)
          - Espécie Jakoba libera (Ruinen 1938) Patterson 1990 [Cryptobia libera Ruinen 1938]

      - Família Histionidae Flavin & Nerad 1993
        - Género Histiona Voigt 1902 [Zachariasia Voigt 1901 non Lemmermann 1895]
          - Espécie ?H. planctonica Scourfield 1937
          - Espécie H. aroides Pascher 1943
          - Espécie H. velifera (Voigt 1901) Pascher 1943 [Zachariasia velifera Voigt 1901; Histiona zachariasii Voigt 1901 nom. illeg.]

        - Género Reclinomonas Flavin & Nerad 1993
          - Espécie R. americana Flavin & Nerad 1993
          - Espécie R. campanula (Penard 1921) Flavin & Nerad 1993 [Histiona campanula Penard 1921; Stenocodon campanula (Penard 1921) Pascher 1942]

        - Género Stenocodon Pascher 1942
          - Espécie Stenocodon epiplankton Pascher 1942

        - Género Stomatochone Pascher 1942
          - Espécie S. infundibuliformis Pascher 1942
          - Espécie S. cochlear Pascher 1942
          - Espécie S. excavata Pascher 1942
          - Espécie S. epiplankton Pascher 1942